# Anita Nitschmann
Anita „Anna“ Nitschmann (geb. Anita Ebner) (* 20. Juni 1900 in Wien-Nussdorf; † 11. Dezember 1974 in Wien-Währing) war eine österreichische Tischtennisspielerin und Tischtennisfunktionärin.
In Tischtennisartikeln wird als Vorname stets „Anita“ angegeben, amtliche Dokumente, etwa Kirchenbücher und Friedhof, sprechen von „Anna“.

## Werdegang
Anita Nitschmann wurde 1900 geboren und katholisch getauft. Im November 1922 trat sie zur evangelischen Konfession über, vermutlich im Hinblick auf ihre Heirat mit dem evangelischen Heinrich Nitschmann im Januar 1932.
In ihrer Jugend war sie eine gute Spielerin, sie spielte beim Verein Währinger TTV. Bei den österreichischen Meisterschaften der Erwachsenen erreichte sie zwei Mal das Endspiel, 1934 im Mixed mit Manfred Feher und 1946 im Doppel mit Eugenie Thum.
In Erinnerung bleibt jedoch ihre organisatorische Arbeit für den Österreichischen Tischtennisverband. Zusammen mit ihrem Ehemann Heinrich Nitschmann half sie bei der Durchführung der Weltmeisterschaften  1933 und 1937 in Baden bei Wien sowie 1951 in Wien. Zitat Alexander Kohler im Nachruf: „Aber ihr größtes[sic] Verdienst war wohl die vollkommene Preisgabe ihres privaten Lebens und die Unterordnung aller ihrer persönlichen Interessen unter die des Sports, ...“ Im Mai 1947 wurden sie und ihr Ehemann Heinrich zu Ehrenmitgliedern des Österreichischen Tischtennisverbandes ernannt.
1974 starb Anita Nitschmann an Lungenkrebs. Sie wurde auf dem Hernalser Friedhof im Grab ihres Ehemannes Heinrich beigesetzt.